# 레비어 더비

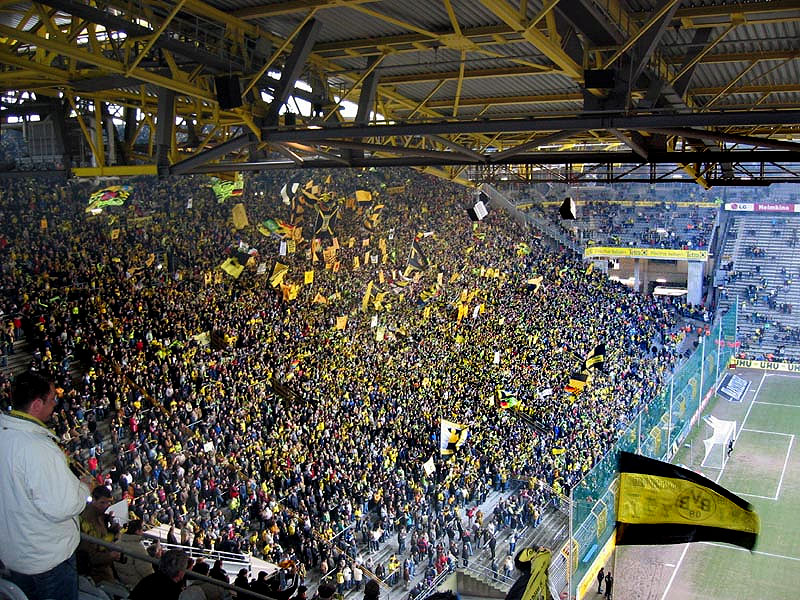
보루시아 도르트문트의 팬들이 지그날 이두나 파르크의 레비어 더비 경기에서 열렬한 지지를 하고 있다.

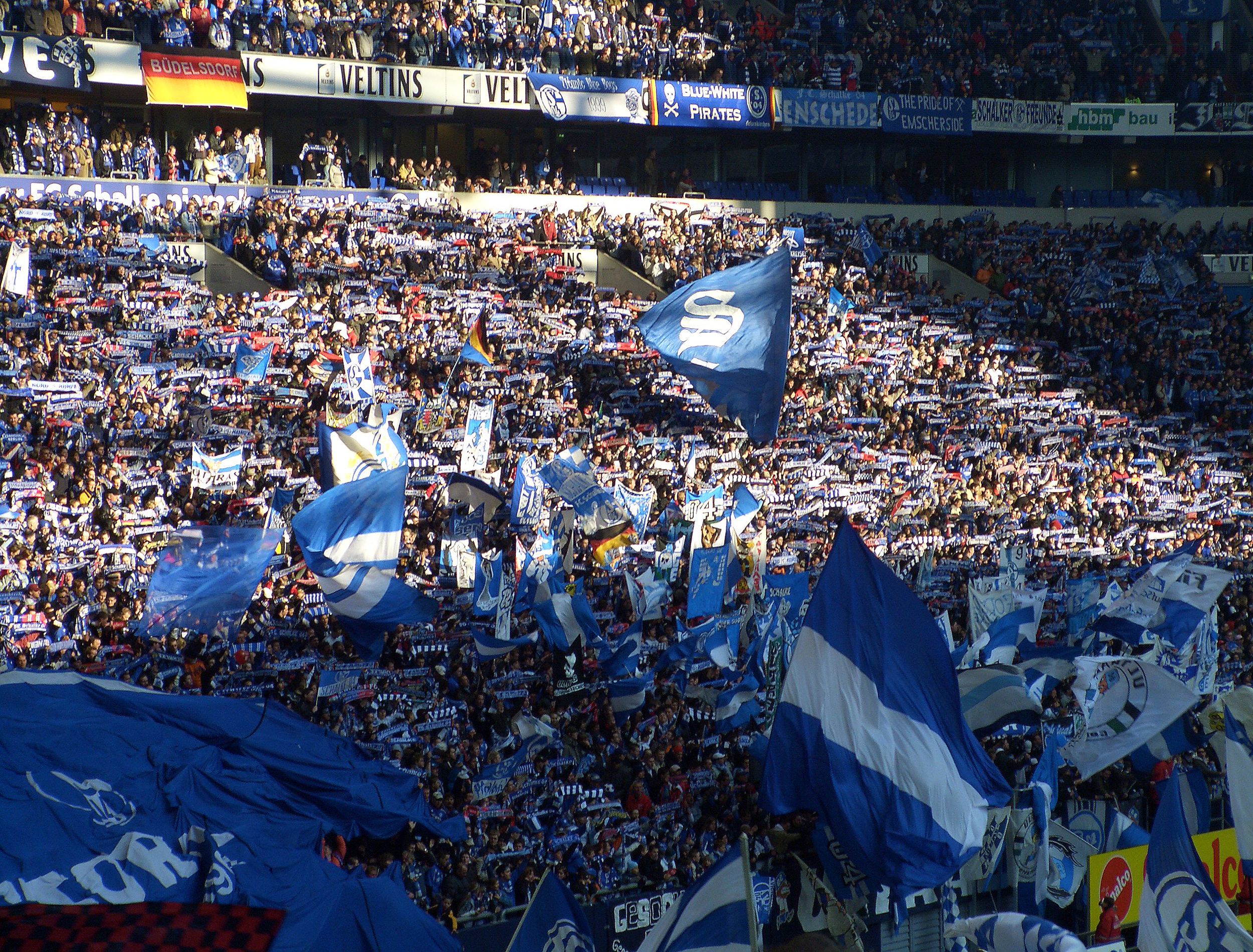
겔젠키르헨의 벨틴스 아레나에 운집한 FC 샬케 04의 팬들

레비어 더비 (Revierderby)는 루르 지방 (Ruhrgebiet)의 클럽 보루시아 도르트문트와 FC 샬케 04간의 더비전이다. 세계의 10대 더비 중에 하나로 손꼽히며, 양팀은 매년 레비어 더비가 치러질 때면 경찰들이 총 비상 사태에 돌입할 정도로 격한 관계에 있다. 가장 최근에 펼쳐진 레비어 더비는 2019-20 분데스리가로 도르트문트가 4-0로 이겼다.

## 개략
레비어더비는 독일 노르트라인베스트팔렌주의 루르 강 지역 (레비어) 지방의 경기이다. 자세히 들어가서 레비어 더비는 BVB 도르트문트와 FC 샬케 04 더비만을 뜻하며, 다른 레비어 지방의 클럽간 대결은 "작은 레비어 더비" (kleines Revierderby)라고 불린다.

## 경기장
| 보루시아 도르트문트  | · 도르트문트샬케 04레비어 더비(독일) | 샬케 04            |
| -------------------- | ------------------------------------ | ------------------ |
| 지그날 이두나 파르크 | · 도르트문트샬케 04레비어 더비(독일) | 펠틴스 아레나      |
| 수용인원: 80,720명   | · 도르트문트샬케 04레비어 더비(독일) | 수용인원: 61,673명 |
|                      | · 도르트문트샬케 04레비어 더비(독일) |                    |

## BVB 도르트문트 vs. FC 샬케 04

### 역사와 결과
현재 50승, 33무, 44패로 샬케가 우세한 상황이다.

#### 1925-1936 (초창기)
샬케: 3승 0무 0패

##### 당시 역사
이 라이벌전은 1925년 3월 3일 샬케의 4-2 승리로 시작되었다. 언론에서 "샬케 크라이젤" (Shalker Kreisel)이라 불리는 날카로운 맨투맨 패스의 플레이스타일로 도르트문트를 상대하여 1925년에서 1927년까지 붙은 세 경기에서 모두 승리하였다. 두 팀은 가울리가가 1936년 출범하기 전까지 한번도 만나지 않았다.

##### 결과
- 1925년 3월 3일: 샬케 4-2 도르트문트 (헤르네에서 경기)
- 1926년 10월 24일: 샬케 2-0 도르트문트
- 1927년 1월 16일: 도르트문트 2-7 샬케

#### 1936-1944 (가울리가 시대)
샬케: 14승 1무 1패

##### 당시 역사
1936년, 가울리가의 출범으로, 도르트문트는 샬케와의 라이벌 의식을 후끈 달아오르게 했다. 샬케는 당시 최강의 클럽이었고, 4번의 독일 챔피언쉽과 1번의 독일 컵을 8년동안 들어올렸다. 샬케는 초반의 14경기를 승리하고 1943년 11월 14일 아우구스트 렌츠의 결승골을 넣은 경기 단 1번만 패하였다. 이 경기는 도르트문트가 샬케를 상대로 한 첫 승리였다.

##### 결과
- 1936-37 시즌
  - 1936년 12월 20일: 샬케 4:1 도르트문트
  - 1937년 3월 7일: 도르트문트 0:7 샬케
- 1937-38 시즌
  - 1938년 1월 30일: 도르트문트 3:3 샬케
  - 1938년 3월 6일: 샬케 4:0 도르트문트
- 1938-39 시즌
  - 1938년 9월 18일: 샬케 6:0 도르트문트
  - 1939년 3월 12일: 도르트문트 3:7 샬케
- 1939-40 시즌
  - 1939년 12월 10일: 샬케 9:0 도르트문트
  - 1940년 2월 4일: 도르트문트 0:7 샬케
- 1940-41 시즌
  - 1940년 10월 20일: 샬케 10:0 도르트문트
  - 1941년 2월 2일: 도르트문트 0:2 샬케
- 1941-42 시즌
  - 1941년 11월 30일: 도르트문트 1:6 샬케
  - 1942년 3월 22일: 샬케 6:1 도르트문트
- 1942-43 시즌
  - 1942년 11월 29일: 샬케 2:0 도르트문트
  - 1942년 12월 26일: 도르트문트 0:7 샬케
- Season 1943-44
  - 1943년 11월 14일: 도르트문트 1:0 샬케
  - 1944년 2월 27일: 샬케 4:1 도르트문트

#### 1945-1947 (2차 세계대전 직후)
도르트문트: 1승 0무 0패

##### 당시 역사
도르트문트는 베스트팔렌 챔피언쉽에서 샬케에 3-2로 승리하여, 샬케의 지역 독주에 막을 내리게 했다.

##### 결과
- 1947년 5월 18일: 도르트문트 3:2 샬케 (헤르네에서 경기)

#### 1947-1963 (오베르리가 시대)
도르트문트: 15승 10무 7패

##### 당시 역사
1947년에서 1963년까지는 도르트문트의 강세이었고, 처음 13번의 레비어 더비 중, 9번을 승리하였고, 총 32번 중 7번밖에 패하지 않았다. 도르트문트는 이 기간 동안 3번의 오베르리가 우승을 하였다.

##### 결과
- 1947-48 시즌
  - 1947년 9월 21일: 샬케 1:1 도르트문트
  - 1948년 1월 18일: 도르트문트 1:0 샬케
- 1948-49 시즌
  - 1948년 9월 26일: 도르트문트 5:2 샬케
  - 1949년 1월 30일: 샬케 0:1 도르트문트
- 1949-50 시즌
  - 1949년 10월 16일: 도르트문트 5:1 샬케
  - 1950년 3월 12일: 샬케 2:1 도르트문트
- 1950-51 시즌
  - 1950년 11월 26일: 도르트문트 3:0 샬케
  - 1951년 4월 22일: 샬케 0:0 도르트문트
- 1951-52 시즌
  - 1951년 9월 9일: 샬케 3:0 도르트문트
  - 1952년 1월 20일: 도르트문트 3:0 샬케
- 1952-53 시즌
  - 1952년 12월 7일: 샬케 0:1 도르트문트
  - 1953년 4월 19일: 도르트문트 1:0 샬케
- 1953-54 시즌
  - 1953년 11월 29일: 샬케 0:3 도르트문트
  - 1954년 4월 4일: 도르트문트 3:4 샬케
- 1954-55 시즌
  - 1954년 12월 5일: 도르트문트 0:0 샬케
  - 1955년 4월 17일: 샬케 0:2 도르트문트
- 1955-56 시즌
  - 1955년 11월 26일: 샬케 1:3 도르트문트
  - 1956년 4월 8일: 도르트문트 0:2 샬케
- 1956-57 시즌
  - 1956년 8월 25일: 도르트문트 3:2 샬케
  - 1957년 1월 12일: 샬케 3:3 도르트문트
- 1957-58 시즌
  - 1957년 9월 1일: 샬케 2:2 도르트문트
  - 1958년 1월 5일: 도르트문트 1:1 샬케
- 1958-59 시즌
  - 1958년 10월 12일: 도르트문트 1:3 샬케
  - 1959년 2월 22일: 샬케 1:5 도르트문트
- 1959-60 시즌
  - 1959년 9월 20일: 샬케 5:0 도르트문트
  - 1960년 1월 24일: 도르트문트 6:3 샬케
- 1960-61 시즌
  - 1960년 10월 2일: 도르트문트 0:0 샬케
  - 1961년 3월 5일: 샬케 2:2 도르트문트
- 1961-62 시즌
  - 1961년 11월 25일: 도르트문트 2:2 샬케
  - 1962년 4월 7일: 샬케 5:3 도르트문트
- 1962-63 시즌
  - 1962년 12월 2일: 샬케 1:1 도르트문트
  - 1963년 4월 28일: 도르트문트 1:0 샬케

#### 1963-현재 (분데스리가와 DFB-포칼 시대)
도르트문트: 27승 24무 27패

##### 역사
1963년 분데스리가의 출범 후에도 첫 10번의 경기에서 8번을 승리하며 강세를 이어갔다.
1968년 4월 20일 샬케의 1-0을 시작으로 도르트문트의 시대도 막을 내리기 시작하였다. 1972년 3월 4일 샬케의 3-0 대승 이후로, 도르트문트는 2부리그로 강등되었고 1975년까지 경기가 없었다.
도르트문트의 1부리그 복귀 이후 1977년 11월 5일, 로타르 후버의 87분 골은 샬케를 상대로 10년 만에 처음으로 승리를 선사하였다. 그 후로도 도르트문트가 우세를 가져가며 샬케가 6번 승리하는 동안, 도르트문트가 11번 승리하였다. 1988년 12월 9일 DFB-포칼 경기에서 도르트문트가 3-2로 승리하였다. 샬케의 1988-89시즌 2부리그 강등으로 1991-92 시즌까지 더비경기가 없었다.
샬케의 그 후의 레비어 더비 결과는 놀라웠다. 1부리그 복귀 이후, 처음 4경기에서 3골만 넣은 샬케를 상대로 도르트문트는 연속된 성공을 자신하였다. 1991년 8월 24일, 70,000명의 관중 앞에서 전 도르트문트 미드필더인 잉고 안데브뤼게는 2분만에 샬케의 1-0 선제골을 넣었다. 하지만, 36분 도르트문트가 동점골을 넣었고 1-1로 전반전을 마쳤다. 후반전, 샬케는 골폭죽을 터뜨렸고, 도르트문트는 5-2로 승리하였다. 도르트문트의 대체적인 성공은 그 패배를 만회하였고, 다음 레비어 더비에서 2-0으로 승리하여, VfB 슈투트가르트에 골득실차로 밀려 리그를 2위로 마감하였다.
그 후에는 1991년 이후의 샬케가 다소 우세한 상황은 이어졌고 11승 14무 8패를 기록하였다. 1999년 이후 2번밖에 패하지 않으며 최근 샬케가 레비어 더비에서 더 재미를 보고 있지만, 도르트문트는 이 시기에 여전히 우세를 가지고 있으며, 3번의 분데스리가와 한번의 UEFA 챔피언스리그 우승을 거미쥐고 한번의 인터콘티넨털컵 1995년부터 꾸준히 들어올렸는데, 샬케는 UEFA 컵 한번과 DFB-포칼 2번밖에 들어올리지 못하였다.
최근에는 도르트문트의 2번에 걸친 주요 승리를 비롯하여 이 더비를 공중파 TV에서 생중계를 하였다. (2004년 1월 ARD에서) 2005년, 샬케가 거의 7년간 이어오던 더비 무패 기록이 깨졌고, 1위에서 내려왔고, 2007년 5월에는 샬케에게는 비극적으로 더비 경기와 동시에 3달동안 지켜오던 리그 선두를 잃었고, 도르트문트는 우승하지 못하였지만 통쾌한 끝을 내었다. 이 경기들의 승리로, 보루시아 도르트문트는 샬케를 조롱하기 위한 셔츠를 만들기 위한 사례를 만들어냈다. 2008년 도르트문트 팬들은 샬케의 50년간의 리그 무관을 자축하였다.
2015-16시즌 종료후, 두 팀이 분데스리가에서 32승 26무 30패로 도르트문트가 약간 앞서고 있다.

##### 결과
|  | 도르트문트 승리 |
|  | 샬케 승리       |
|  | 무승부          |

| 일시             | 경기장             | 결과 | 리그         | 관중   |
| ---------------- | ------------------ | ---- | ------------ | ------ |
| 1964년 1월 25일  | 로트 에르트        | 3–0  | 1 분데스리가 | 34,000 |
| 1965년 2월 13일  | 로트 에르트        | 4–0  | 1 분데스리가 | 33,000 |
| 1966년 2월 26일  | 로트 에르트        | 7–0  | 1 분데스리가 | 25,000 |
| 1966년 11월 12일 | 로트 에르트        | 6–2  | 1 분데스리가 | 43,000 |
| 1967년 11월 5일  | 로트 에르트        | 2–1  | 1 분데스리가 | 27,000 |
| 1969년 3월 11일  | 로트 에르트        | 0–1  | 1 분데스리가 | 38,000 |
| 1969년 9월 6일   | 로트 에르트        | 1–1  | 1 분데스리가 | 39,000 |
| 1970년 9월 12일  | 로트 에르트        | 1–2  | 1 분데스리가 | 40,000 |
| 1972년 3월 4일   | 로트 에르트        | 0–3  | 1 분데스리가 | 38,000 |
| 1976년 12월 11일 | 베스트팔렌슈타디온 | 1–1  | 1 분데스리가 | 54,000 |
| 1977년 11월 5일  | 베스트팔렌슈타디온 | 2–1  | 1 분데스리가 | 53,700 |
| 1979년 5월 19일  | 베스트팔렌슈타디온 | 2–0  | 1 분데스리가 | 45,000 |
| 1979년 11월 3일  | 베스트팔렌슈타디온 | 2–1  | 1 분데스리가 | 54,000 |
| 1981년 2월 21일  | 베스트팔렌슈타디온 | 2–2  | 1 분데스리가 | 50,000 |
| 1982년 9월 18일  | 베스트팔렌슈타디온 | 2–0  | 1 분데스리가 | 50,000 |
| 1984년 12월 1일  | 베스트팔렌슈타디온 | 4–1  | 1 분데스리가 | 41,000 |
| 1986년 4월 22일  | 베스트팔렌슈타디온 | 1–1  | 1 분데스리가 | 34,000 |
| 1987년 4월 11일  | 베스트팔렌슈타디온 | 1–0  | 1 분데스리가 | 49,000 |
| 1987년 9월 19일  | 베스트팔렌슈타디온 | 4–1  | 1 분데스리가 | 44,000 |
| 1992년 2월 15일  | 베스트팔렌슈타디온 | 2–0  | 1 분데스리가 | 52,800 |
| 1992년 8월 22일  | 베스트팔렌슈타디온 | 0–2  | 1 분데스리가 | 43,000 |
| 1993년 12월 3일  | 베스트팔렌슈타디온 | 1–1  | 1 분데스리가 | 42,400 |
| 1994년 10월 8일  | 베스트팔렌슈타디온 | 3–2  | 1 분데스리가 | 42,800 |
| 1996년 4월 13일  | 베스트팔렌슈타디온 | 0–0  | 1 분데스리가 | 42,400 |
| 1997년 5월 3일   | 베스트팔렌슈타디온 | 1–0  | 1 분데스리가 | 55,000 |
| 1997년 12월 19일 | 베스트팔렌슈타디온 | 2–2  | 1 분데스리가 | 55,000 |
| 1998년 11월 14일 | 베스트팔렌슈타디온 | 3–0  | 1 분데스리가 | 69,000 |
| 2000년 5월 13일  | 베스트팔렌슈타디온 | 1–1  | 1 분데스리가 | 68,600 |
| 2000년 9월 23일  | 베스트팔렌슈타디온 | 0–4  | 1 분데스리가 | 68,600 |
| 2002년 2월 16일  | 베스트팔렌슈타디온 | 1–1  | 1 분데스리가 | 68,600 |
| 2002년 9월 14일  | 베스트팔렌슈타디온 | 1–1  | 1 분데스리가 | 68,600 |
| 2004년 1월 30일  | 베스트팔렌슈타디온 | 0–1  | 1 분데스리가 | 83,000 |
| 2004년 12월 5일  | 베스트팔렌슈타디온 | 0–1  | 1 분데스리가 | 83,000 |
| 2005년 8월 13일  | 베스트팔렌슈타디온 | 1–2  | 1 분데스리가 | 80,708 |
| 2007년 5월 12일  | 지그날 이두나 파크 | 2–0  | 1 분데스리가 | 81,264 |
| 2008년 2월 10일  | 지그날 이두나 파크 | 2–3  | 1 분데스리가 | 80,708 |
| 2008년 9월 13일  | 지그날 이두나 파크 | 3–3  | 1 분데스리가 | 80,552 |
| 2009년 9월 26일  | 지그날 이두나 파크 | 0–1  | 1 분데스리가 | 80,720 |
| 2011년 2월 4일   | 지그날 이두나 파크 | 0–0  | 1 분데스리가 | 80,552 |
| 2011년 11월 26일 | 지그날 이두나 파크 | 2–0  | 1 분데스리가 | 80,720 |
| 2012년 10월 20일 | 지그날 이두나 파크 | 1–2  | 1 분데스리가 | 80,645 |
| 2014년 3월 25일  | 지그날 이두나 파크 | 0–0  | 1 분데스리가 | 77,600 |
| 2015년 2월 28일  | 지그날 이두나 파크 | 3–0  | 1 분데스리가 | 79,500 |
| 2015년 11월 8일  | 지그날 이두나 파크 | 3–2  | 1 분데스리가 | 79,956 |

| 일시             | 경기장            | 결과 | 리그         | 관중   |
| ---------------- | ----------------- | ---- | ------------ | ------ |
| 1963년 9월 7일   | 글뤼카우프-캄프반 | 3–1  | 1 분데스리가 | 38,000 |
| 1964년 9월 26일  | 글뤼카우프-캄프반 | 2–6  | 1 분데스리가 | 40,000 |
| 1965년 9월 18일  | 글뤼카우프-캄프반 | 2–3  | 1 분데스리가 | 40,000 |
| 1967년 4월 29일  | 글뤼카우프-캄프반 | 1–4  | 1 분데스리가 | 32,000 |
| 1968년 4월 20일  | 글뤼카우프-캄프반 | 1–0  | 1 분데스리가 | 38,000 |
| 1968년 9월 14일  | 글뤼카우프-캄프반 | 4–1  | 1 분데스리가 | 35,000 |
| 1970년 1월 31일  | 글뤼카우프-캄프반 | 1–1  | 1 분데스리가 | 33,000 |
| 1971년 2월 27일  | 글뤼카우프-캄프반 | 0–0  | 1 분데스리가 | 30,000 |
| 1971년 9월 11일  | 글뤼카우프-캄프반 | 1–0  | 1 분데스리가 | 35,000 |
| 1977년 5월 21일  | 파르크슈타디온    | 4–2  | 1 분데스리가 | 70,600 |
| 1978년 4월 1일   | 파르크슈타디온    | 0–2  | 1 분데스리가 | 62,000 |
| 1978년 11월 25일 | 파르크슈타디온    | 5–1  | 1 분데스리가 | 40,000 |
| 1980년 2월 21일  | 파르크슈타디온    | 2–2  | 1 분데스리가 | 50,000 |
| 1982년 9월 6일   | 파르크슈타디온    | 1–2  | 1 분데스리가 | 38,000 |
| 1983년 3월 5일   | 파르크슈타디온    | 1–2  | 1 분데스리가 | 35,000 |
| 1985년 6월 1일   | 파르크슈타디온    | 3–1  | 1 분데스리가 | 42,000 |
| 1985년 12월 10일 | 파르크슈타디온    | 6–1  | 1 분데스리가 | 27,000 |
| 1986년 9월 20일  | 파르크슈타디온    | 2–1  | 1 분데스리가 | 44,500 |
| 1988년 3월 26일  | 파르크슈타디온    | 3–0  | 1 분데스리가 | 32,300 |
| 1991년 8월 24일  | 파르크슈타디온    | 5–2  | 1 분데스리가 | 70,200 |
| 1993년 2월 27일  | 파르크슈타디온    | 0–0  | 1 분데스리가 | 70,200 |
| 1993년 8월 15일  | 파르크슈타디온    | 1–0  | 1 분데스리가 | 65,000 |
| 1995년 4월 8일   | 파르크슈타디온    | 0–0  | 1 분데스리가 | 70,925 |
| 1995년 10월 28일 | 파르크슈타디온    | 1–2  | 1 분데스리가 | 70,960 |
| 1996년 11월 2일  | 파르크슈타디온    | 1–3  | 1 분데스리가 | 71,021 |
| 1997년 8월 9일   | 파르크슈타디온    | 1–0  | 1 분데스리가 | 68,200 |
| 1999년 5월 5일   | 파르크슈타디온    | 1–1  | 1 분데스리가 | 61,700 |
| 1999년 12월 15일 | 파르크슈타디온    | 0–0  | 1 분데스리가 | 52,420 |
| 2001년 2월 24일  | 파르크슈타디온    | 0–0  | 1 분데스리가 | 62,109 |
| 2001년 9월 15일  | 아레나 아우프샬케 | 1–0  | 1 분데스리가 | 60,204 |
| 2003년 2월 22일  | 아레나 아우프샬케 | 2–2  | 1 분데스리가 | 60,878 |
| 2003년 8월 2일   | 아레나 아우프샬케 | 2–2  | 1 분데스리가 | 61,014 |
| 2005년 5월 14일  | 아레나 아우프샬케 | 1–2  | 1 분데스리가 | 61,524 |
| 2006년 2월 4일   | 벨틴스 아레나     | 0–0  | 1 분데스리가 | 61,524 |
| 2006년 12월 10일 | 벨틴스 아레나     | 3–1  | 1 분데스리가 | 61,482 |
| 2007년 8월 18일  | 벨틴스 아레나     | 4–1  | 1 분데스리가 | 60,482 |
| 2009년 2월 20일  | 벨틴스 아레나     | 1–1  | 1 분데스리가 | 61,673 |
| 2010년 2월 26일  | 벨틴스 아레나     | 2–1  | 1 분데스리가 | 60,673 |
| 2010년 9월 19일  | 벨틴스 아레나     | 1–3  | 1 분데스리가 | 60,069 |
| 2012년 4월 14일  | 벨틴스 아레나     | 1–2  | 1 분데스리가 | 61,673 |
| 2013년 3월 9일   | 벨틴스 아레나     | 2–1  | 1 분데스리가 | 61,673 |
| 2013년 10월 26일 | 벨틴스 아레나     | 1–3  | 1 분데스리가 | 61,673 |
| 2014년 9월 27일  | 벨틴스 아레나     | 2–1  | 1 분데스리가 | 61,153 |
| 2016년 4월 10일  | 벨틴스 아레나     | 2–2  | 1 분데스리가 | 61,670 |

### 컵 경기
- (a.e.t.)는 연장전까지 간 경기이다.
- p는 승부차기까지 간 경기이다.

| 일시             | 경기장              | 홈팀       | 결과      | 대회         | 라운드         | 관중   |
| ---------------- | ------------------- | ---------- | --------- | ------------ | -------------- | ------ |
| 1975년 10월 18일 | 파르크슈타디온      | 샬케       | 2–1       | DFB-포칼     | 2라운드        | 65,000 |
| 1984년 10월 13일 | 베스트팔렌슈타디온  | 도르트문트 | 1–1 (aet) | DFB-포칼     | 2라운드        | 37,000 |
| 1984년 10월 31일 | 파르크슈타디온      | 샬케       | 3–2       | DFB-포칼     | 2라운드 재경기 | 45,000 |
| 1988년 12월 10일 | 파르크슈타디온      | 샬케       | 2–3       | DFB-포칼     | 16강           | 47,300 |
| 1998년 9월 23일  | 베스트팔렌슈타디온  | 도르트문트 | 1–0 (aet) | DFB-포칼     | 2라운드        | 60,000 |
| 2000년 11월 29일 | 파르크슈타디온      | 샬케       | 2–1       | DFB-포칼     | 16강           | 58,400 |
| 2001년 7월 17일  | 내텐부르크 슈타디온 | 중립       | 2–1       | DFB-리가포칼 | 준결승         | 15,300 |
| 2011년 7월 23일  | 벨틴스 아레나       | 샬케       | p0–0      | 독일 슈퍼컵  | 단판 결승      |        |

### 통산 기록
- 2016년 5월 22일 기준

| 초창기              | 초창기 | 초창기 | 초창기 | 초창기 | 초창기 | 초창기 | 초창기 |
| 클럽                | 전     | 승     | 무     | 패     | 득점   | 실점   | 득실차 |
| ------------------- | ------ | ------ | ------ | ------ | ------ | ------ | ------ |
| 샬케 04             | 4      | 3      | 0      | 1      | 15     | 7      | +8     |
| 보루시아 도르트문트 | 4      | 1      | 0      | 3      | 7      | 15     | -8     |
| 가울리가            |        |        |        |        |        |        |        |
| 클럽                | 전     | 승     | 무     | 패     | 득점   | 실점   | 득실차 |
| 샬케 04             | 16     | 14     | 1      | 1      | 84     | 11     | +73    |
| 보루시아 도르트문트 | 16     | 1      | 1      | 14     | 11     | 84     | -73    |
| 오베르리가          |        |        |        |        |        |        |        |
| 클럽                | 전     | 승     | 무     | 패     | 득점   | 실점   | 득실차 |
| 보루시아 도르트문트 | 32     | 15     | 10     | 7      | 63     | 43     | +17    |
| 샬케 04             | 32     | 7      | 10     | 15     | 43     | 63     | -17    |
| 분데스리가          |        |        |        |        |        |        |        |
| 클럽                | 전     | 승     | 무     | 패     | 득점   | 실점   | 득실차 |
| 보루시아 도르트문트 | 88     | 32     | 26     | 30     | 138    | 125    | +13    |
| 샬케 04             | 88     | 30     | 26     | 32     | 125    | 138    | -13    |
| DFB-포칼            |        |        |        |        |        |        |        |
| 클럽                | 전     | 승     | 무     | 패     | 득점   | 실점   | 득실차 |
| 샬케 04             | 6      | 3      | 1      | 2      | 10     | 9      | +1     |
| 보루시아 도르트문트 | 6      | 2      | 1      | 3      | 9      | 10     | -1     |
| DFB-리가포칼        |        |        |        |        |        |        |        |
| 클럽                | 전     | 승     | 무     | 패     | 득점   | 실점   | 득실차 |
| 샬케 04             | 1      | 1      | 0      | 0      | 2      | 1      | +1     |
| 보루시아 도르트문트 | 1      | 0      | 0      | 1      | 1      | 2      | -1     |
| 독일 슈퍼컵         |        |        |        |        |        |        |        |
| 클럽                | 전     | 승     | 무     | 패     | 득점   | 실점   | 득실차 |
| 샬케 04             | 1      | 0      | 1      | 0      | 0      | 0      | 0      |
| 보루시아 도르트문트 | 1      | 0      | 1      | 0      | 0      | 0      | 0      |
| 전체                |        |        |        |        |        |        |        |
| 클럽                | 전     | 승     | 무     | 패     | 득점   | 실점   | 득실차 |
| 샬케 04             | 148    | 58     | 39     | 51     | 282    | 229    | +53    |
| 보루시아 도르트문트 | 148    | 51     | 39     | 58     | 229    | 282    | -53    |

### 주요 경기
첫 경기: 1925년 3월 3일 (샬케 4:2 도르트문트) 

첫 샬케 승리: 1925년 3월 3일 (샬케 4:2 도르트문트) 

첫 무승부: 1938년 1월 30일 (도르트문트 3:3 샬케) 

최다골 경기 (양팀): 1939년 3월 12일 (도르트문트 3:7 샬케) 

최다골 승리 (샬케): 1940년 10월 20일 (샬케 10:0 도르트문트) 

첫 도르트문트 승리: 1943년 11월 14일 (도르트문트 1:0 샬케) 

첫 무득점 경기: 1951년 4월 22일 (샬케 0:0 도르트문트) 

최다골 승리 (도르트문트): 1966년 2월 26일 (도르트문트 7:0 샬케) 